# أبولو 13 (فلم)
أبوللو 13 (بالإنجليزية: Apollo 13) هو فيلم مغامرة تم إنتاجه في الولايات المتحدة وصدر في سنة 1995. الفيلم من إخراج رون هوارد.

## طاقم التمثيل
- توم هانكس
- كيفين بيكن
- بيل باكستون
- غاري سينيز
- إد هاريس

## القصة
الفيلم مبني على قصةٍ حقيقة عن رحلة سفينة الفضاء سيئة الحظ أبوللو 13 للدوران حول القمر عام 1970 ،حيث حققت أمريكا هدفها بالفعل بالهبوط على سطح القمر، لذلك هناك اهتمامٌ بسيطٌ بهذه الرحلة الاعتيادية. لكن ماهو مصير رواد الفضاء الثلاث (لوفيل، هيسا، وسويجرس) الذين كان من المفترض أن تكون رحلتهم هي (أبوللو 14) ثم تم التعجيل برحلتهم، لكن الآن الأمور تجري بشكلٍ سيء واحتمال عودتهم سالمين يتضاءل بشدة.

## الميزانية والإيرادات
بلغت تكلفة إنتاج الفيلم حوالي 52 مليون دولار بينما حقق أرباحا تقدر بـ 355,237,933 دولار.

### ترشيحات وجوائز
| السنة | الحدث  | الفئة     | النتيجة |
| ----- | ------ | --------- | ------- |
|       | أوسكار | أفضل فيلم | ترشـيـح |

## وصلات خارجية
- مقالات تستعمل روابط فنية بلا صلة مع ويكي بيانات